# Eresia poecilina
Eresia poecilina är en fjärilsart som beskrevs av Bates 1866. Eresia poecilina ingår i släktet Eresia och familjen praktfjärilar. Inga underarter finns listade i Catalogue of Life.